# Voila (album)
Voila is het zevende solo-album van Belinda Carlisle. Het is uitgebracht in Europa op 5 februari 2007, en in Noord-Amerika op 6 februari 2007. Het album laat zich omschrijven als een album met klassieke Franse chansons en pop-normen, totaal verschillend van de Engelstalige popalbums die Carlisle eerder had gemaakt. Hoewel het album geheel Frans is (op de bonus-cd na), zijn veel van de muzikanten, die op het album te horen zijn, Iers.

## Achtergrond en het schrijven van het album
In een in oktober 2006 vrijgegeven perspublicatie om het album te beschrijven, staat te lezen dat Belinda Carlisle "na mijn verhuizing naar Frankrijk, bekend raakte met de klassieke Franse chansons, evenals de Franse popmuziek. Ik realiseerde me dat er nog een heleboel artiesten en zangers waren, waar ik nog niet mee bekend was. Terwijl ik deze geweldige nummers ontdekte, begon ik van die muziek te houden, en wilde ik enkele van die nummers opnemen, met een los, hedendaags gevoel.
Omschrijvend hoe muziek elke taalbarrière kon ontstijgen, zei Carlisle dat Je niet precies hoeft te weten wat er gezongen wordt om te weten dat 'Avec Les Temps' een hartverscheurend liefdesnummer is. Toen ik het voor het eerst hoorde, brak het mijn hart.

## Nummerlijst
1. "Ma Jeunesse Fout Le Camp" (Guy Bontempelli) - 3:16
2. "Bonnie et Clyde" (Serge Gainsbourg) – 5:15
3. "Avec le Temps" (Leo Ferre) - 4:06
4. "Sous le Ciel de Paris" (Hubert Giraud, Jean Drejac) - 4:42
5. "Des Ronds Dans L'Eau" (Pierre Barouh, Raymond Lesenechal) - 2:55
6. "Pourtant Tu M'aimes" (Françoise Hardy, Jimmie Cross, Johnny Cole) - 3:27
7. "Ne Me Quitte Pas" (Jacques Brel) - 3:17
8. "La vie en rose" (Édith Piaf, Louiguy, Mack David) - 4:23
9. "Contact" (S. Gainsbourg) - 2:57
10. "Merci Chérie" (Udo Jürgens, Thomas Horbiger, Baker Cavendish) - 3:34
11. "Jezebel" (Wayne Shanklin) - 3:17

Er is ook een limited edition versie te koop. Deze cd heeft een extra cd, met 4 Franse nummers vertaald in het Engels. Die extra cd bevat de nummers:
1. "I Still Love Him" (Pourtant Tu M'aimes) - 3:29
2. "La vie en rose" - 4:24
3. "Bonnie and Clyde" - 5:15
4. "If You Go Away" (Ne Me Quitte Pas) - 3:17

## Album credits

### Medewerkers
- Belinda Carlisle - vocalen
- Natacha Atlas - extra vocalen op "Ma Jeunesse Fout Le Camp", "La Vie En Rose," "Bonnie et Clyde" en "Des Ronds Dans L'Eau"
- Brian Eno - keyboards
- Sagat Guirey - Flamenco gitaar
- Graham Henderson - accordeon
- Winnie Horan - violen
- Clare Kenny - basgitaar
- Fiachna Ó Braonáin - gitaar en vocalen, mannelijke stem op "Bonnie et Clyde"
- John Reynolds: drums, programming
- Nikki Leighton-Thomas - achtergrond vocalen
- Pauline Scanlon - achtergrond vocalen
- Sharon Shannon - knop-accordeon
- Julian Wilson - piano, Hammond B-3, strings, keyboards

### Productie
Producer: John Reynolds

## Recensies
- All Music Guide (Stephen Thomas Erlewine) - "(...) Ze brengt deze nummers zo gladjes, dat het net is alsof ze altijd chansons heeft gezongen, en het is die diepe muzikaliteit die Voila niet alleen een belonende omweg maken, maar ook een van haar beste albums - en, met geluk, het eerste hoofdstuk van een nieuwe fase in haar carrière."—Waardering: 4 van de 5 te behalen sterren[2]
- Entertainment Weekly (p. 76) - "[Zij] past vloeiend de Franse taal, als wel haar beruchte vibrerende stem, toe in geliefde Gallische evergreens..."—Waardering: B[3]
- Uncut (p. 72) - "[Zij] brengt succesvol een frisse, doch emotioneel overtuigende vooringenomenheid aan epische nummers als 'Ne Me Quitte Pas' and 'La Vie En Rose'."—Waardering: 4 van de 5 te behalen sterren[3]
- Amazon.com (Kathleen C. Fennessy): - "(...) Haar onderscheidende vibrerende stem heeft, zeker op Jacques Brel's hartverscheurende "Ne Me Quitte Pas" ("If You Go Away") en Charles Aznavour's flamenco-achtige "Jezebel", nog nooit zo vol en ruw geklonken." -- Waardering: niet van toepassing[4]